# Священная дорога (фильм)
«Священная дорога» (англ. Hallow Road) — художественный фильм британского режиссёра Бабака Анвари с Розамунд Пайк и Мэттью Ризом в главных ролях. Его премьера состоится в 2024 году.

## Сюжет
Главные герои фильма — супруги, которые помогают дочери скрыть следы ДТП, случившегося по её вине.

## В ролях
- Розамунд Пайк
- Мэттью Риз[1]

## Производство и релиз
Премьера картины состоится в 2024 году, по некоторым данным — на Каннском кинофестивале.